# Distretto di Čuhuïv
Il distretto di Čuhuïv (in ucraino Чугуївський район?, Čuhuïvs'kyj rajon) è un distretto nell'oblast' di Charkiv in Ucraina. Il suo centro amministrativo è la città di Čuhuïv Ha una popolazione di 194 177 abitanti.

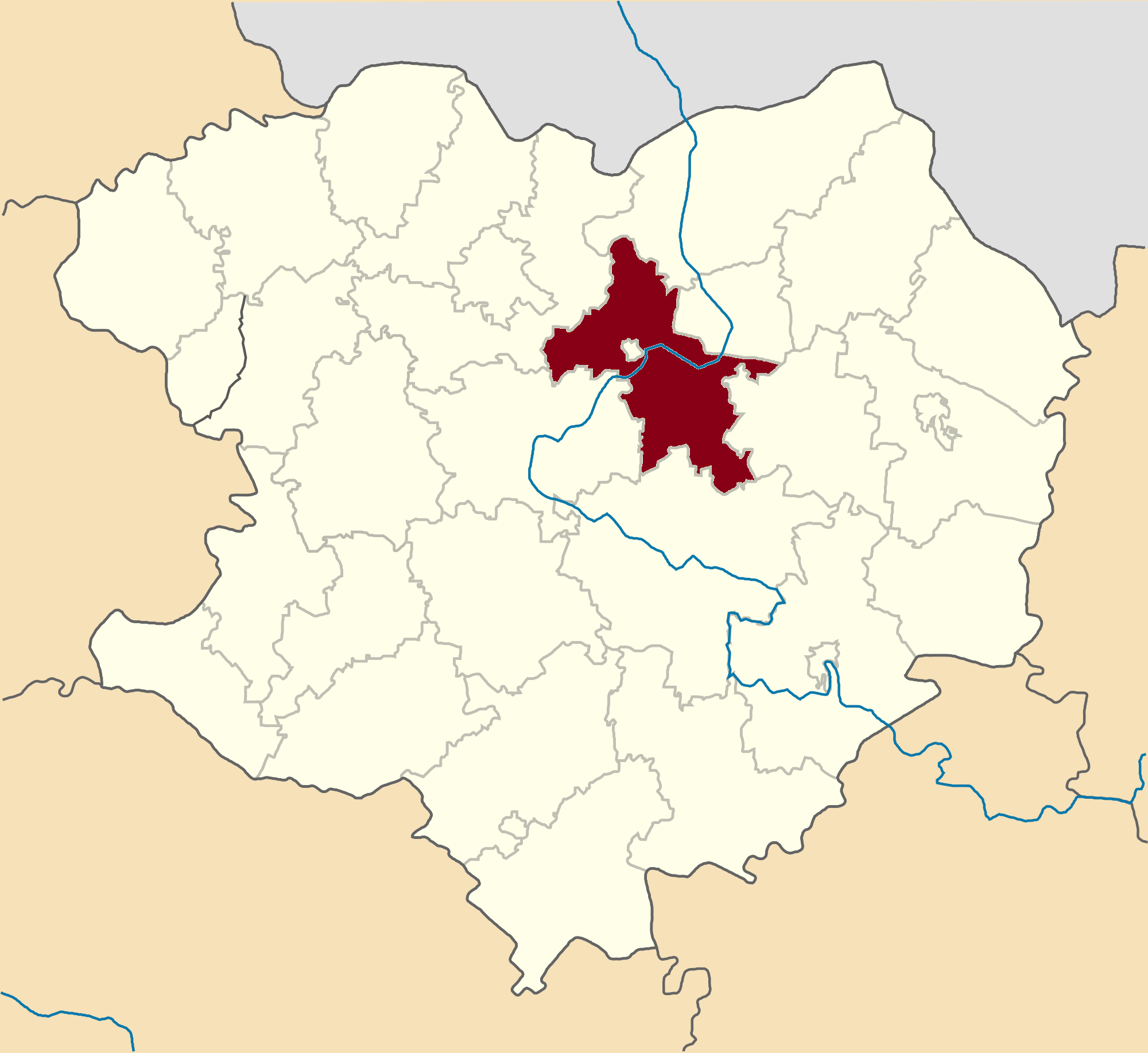
Territorio del distretto prima della riforma amministrativa del 2020

Il 18 luglio 2020, come parte della riforma amministrativa dell'Ucraina, il numero di distretti dell'oblast di Charkiv, è stato ridotto a sette e l'area del distretto di Čuhuïv è stata notevolmente ampliata.